# Wielka wojna z zakonem krzyżackim

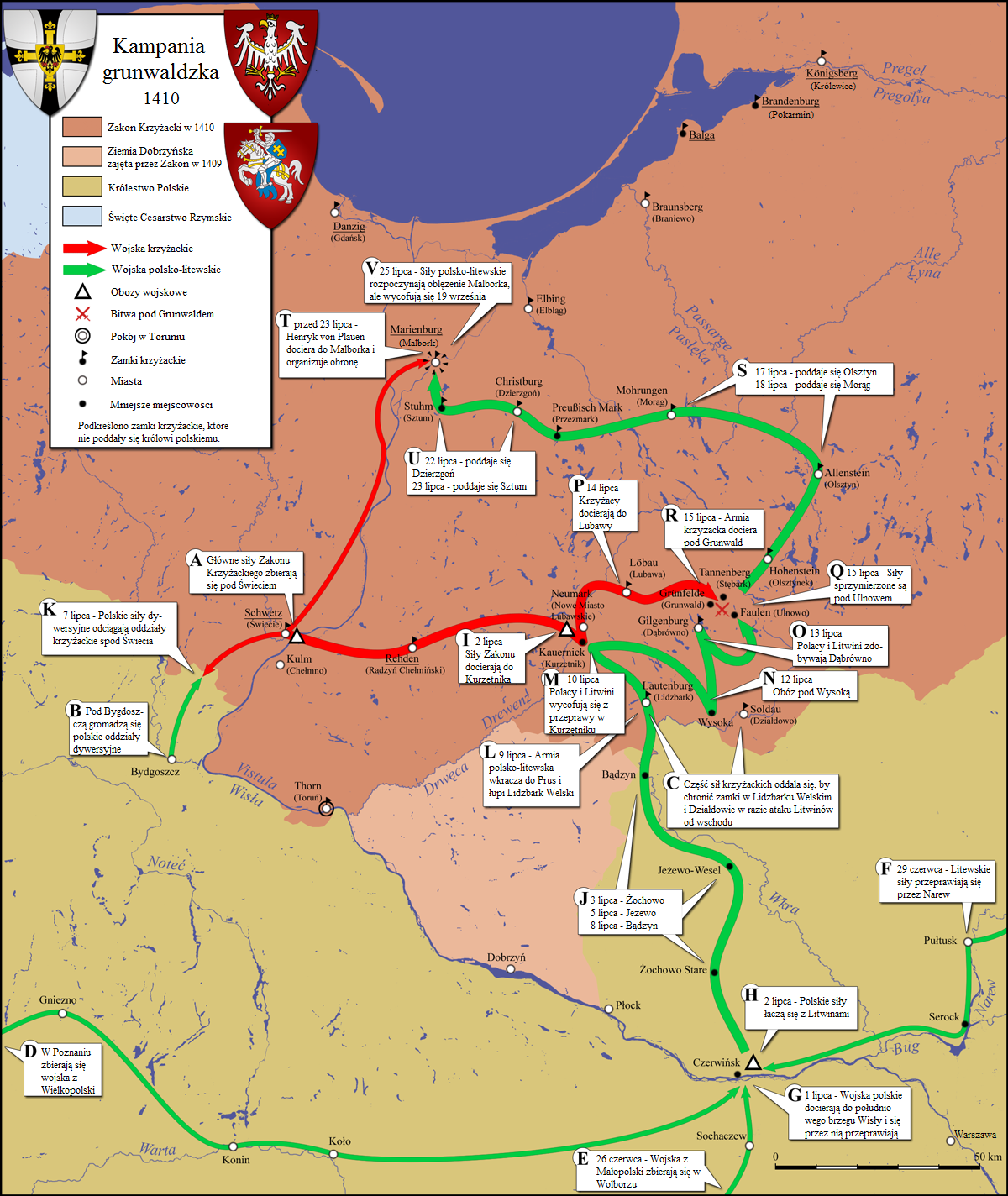
Mapa kampanii grunwaldzkiej 1410 roku

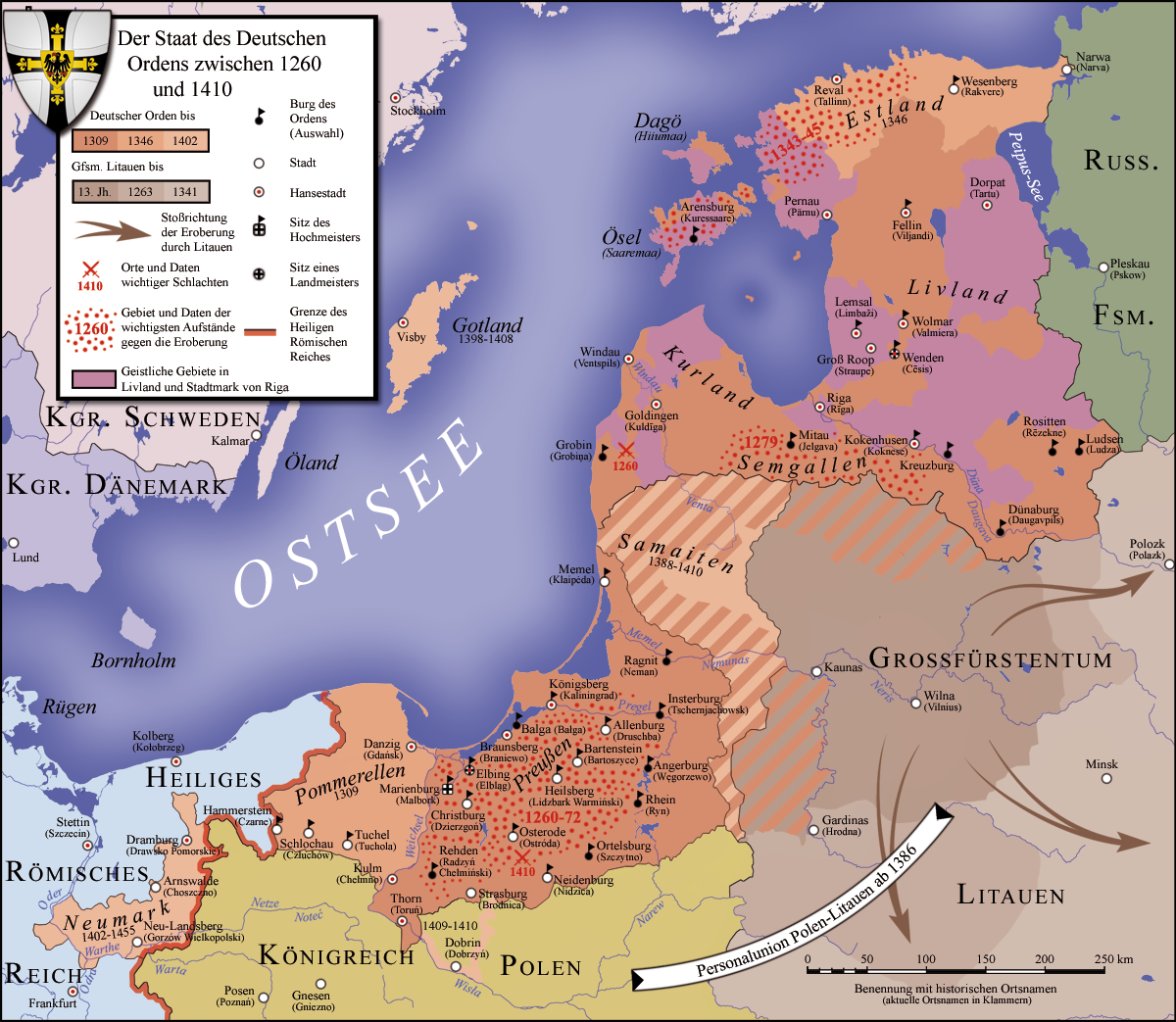
Rozwój państwa zakonu krzyżackiego w latach 1260–1410

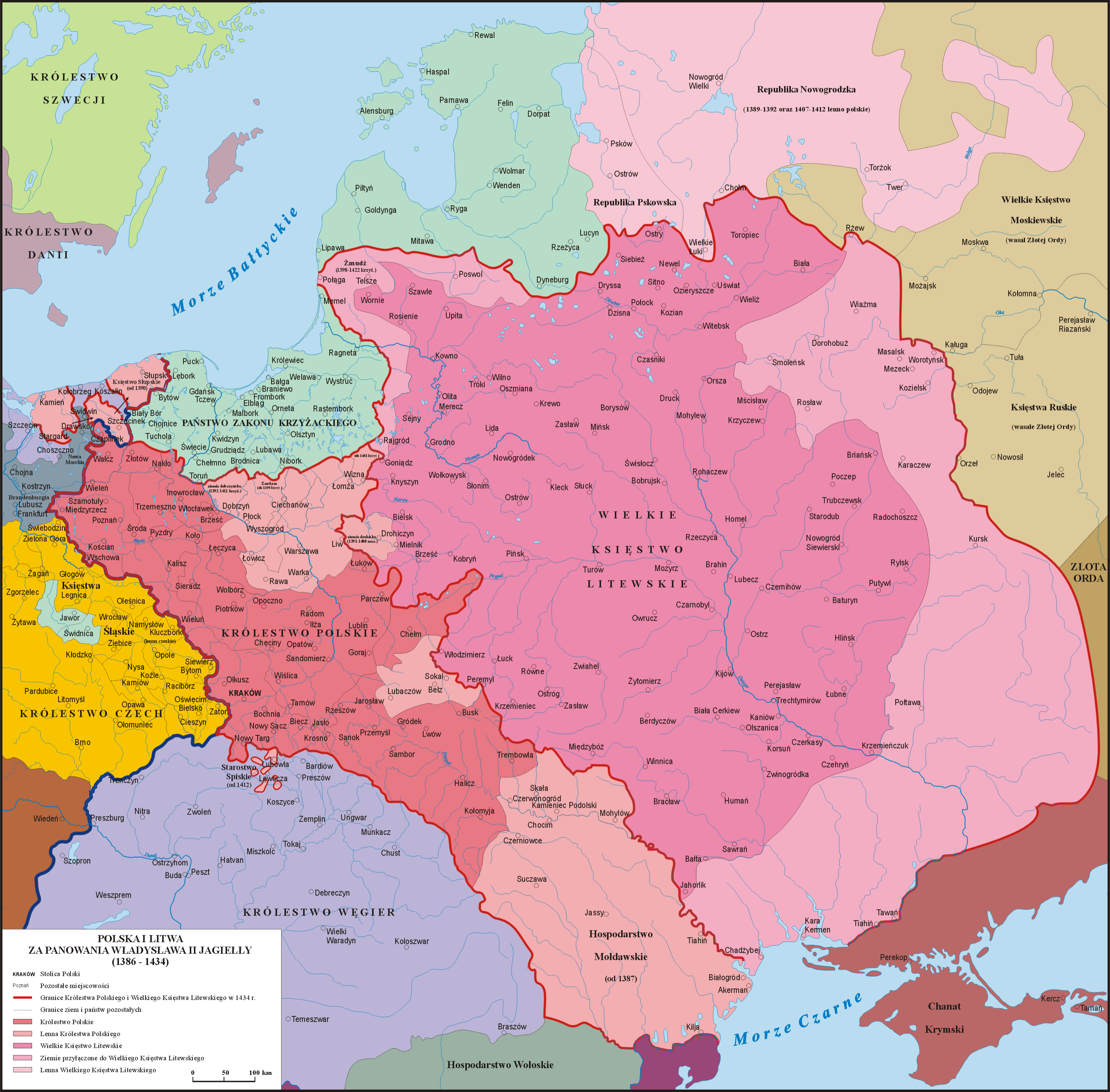
Polska i Litwa w latach 1386–1434

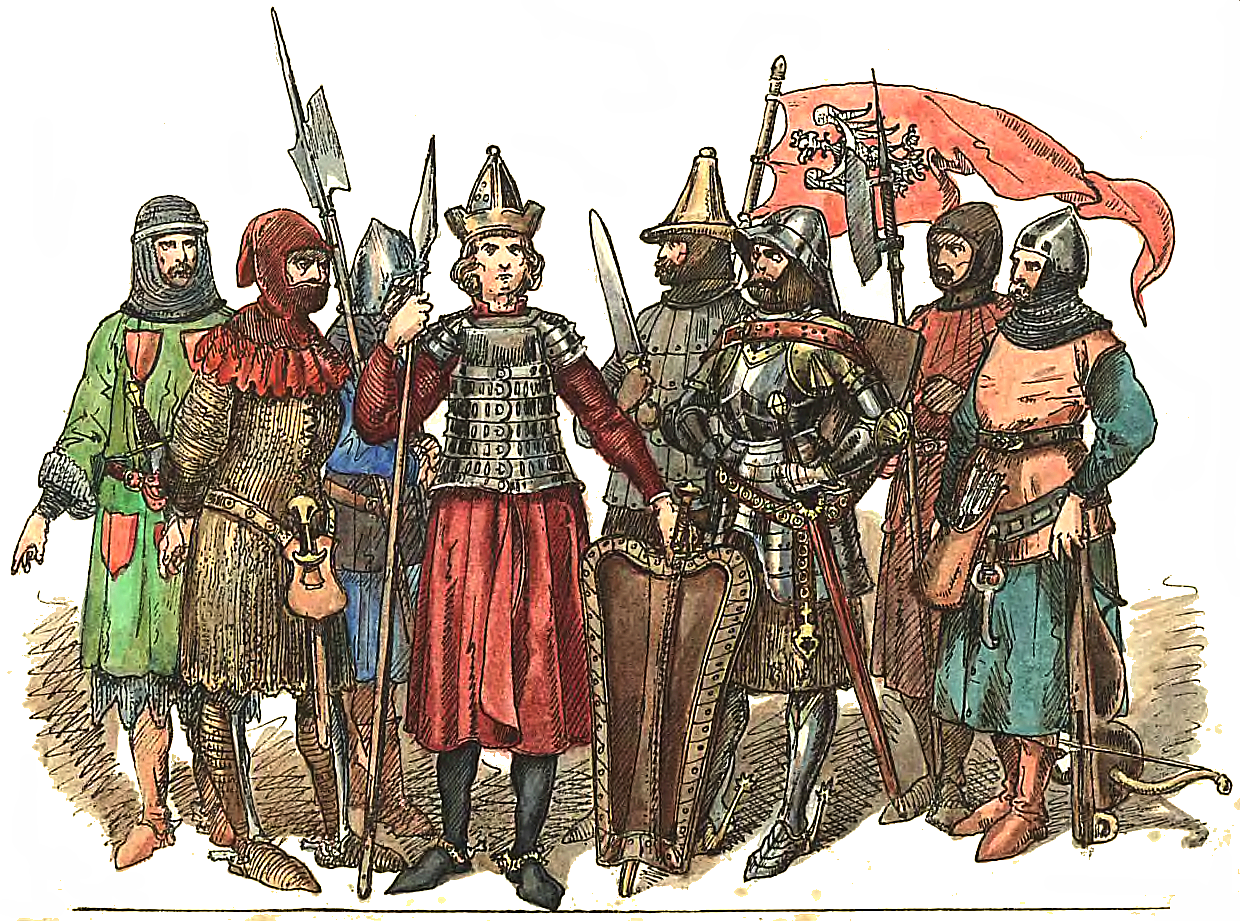
Rycerstwo polskie 1333-1434

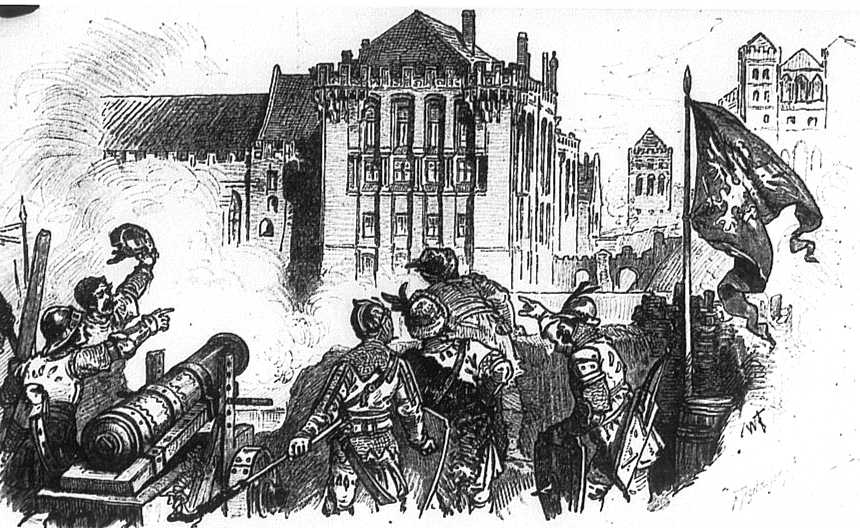
Polska artyleria ostrzeliwuje zamek malborski w czasie oblężenia w 1410 roku

Wielka wojna – wojna tocząca się pomiędzy Królestwem Polskim, Wielkim Księstwem Litewskim, wspieranymi lennikami obu tych krajów (Hospodarstwo Mołdawskie, Księstwo mazowieckie, Księstwo płockie, Księstwo bełskie, Podole) oraz najemnikami z Królestwa Czech, uciekinierami ze Złotej Ordy i chorągwiami prywatnymi (między innymi chorągiew z Republiki Nowogrodzkiej księcia Lingwena) a zakonem krzyżackim wspartym przez Królestwo Węgier rządzone przez Luksemburgów i rycerstwo zachodnioeuropejskie (głównie z Czech, z wielu państewek na Śląsku, z Pomorza Zachodniego i z pozostałych państewek Rzeszy).

## Przyczyny wojny
Przyczyny wybuchu wojny:
- Zakon starał się zdobyć Żmudź, która rozdzielała jego posiadłości w Prusach i Inflantach.
- W 1402 roku Marchia Brandenburska oddała w zastaw Krzyżakom Nową Marchię (wówczas na północny zachód od Polski), co odebrano w Polsce jako zagrożenie[1]. Ostatnią przeszkodą w dążeniach krzyżackich stał się gród Drezdenko, stanowiący lenno polskie (podlegające von Ostenom zhołdowanym przez Kazimierza III Wielkiego).
- Objęcie w 1407 roku godności wielkiego mistrza zakonu przez Ulryka von Jungingena, zwolennika agresywnej polityki wobec Polski.
- Próby rozerwania sojuszu Polski i Litwy spełzły na niczym, toteż w 1409 roku Krzyżacy zdecydowali się zająć ziemię dobrzyńską (którą Polska niedawno zdołała wykupić dzięki opodatkowaniu się szlachty).
- Wybuch w 1409 roku powstania ludności na Żmudzi popartego przez wielkiego księcia litewskiego Witolda i zjazd możnowładców polskich 17 lipca 1409 r. w Łęczycy[1].

## Przebieg
W dniu 17 lipca 1409 roku Zjazd walny w Łęczycy zadecydował o wysłaniu do Malborka poselstwa polskiego. Poselstwem dowodził arcybiskup Mikołaj Kurowski. 1 sierpnia posłowie spotkali się z wielkim mistrzem. Mikołaj Kurowski oświadczył, że Polska pomoże Witoldowi, jeśli Krzyżacy zaatakują Żmudź. Ulrich von Jungingen wykorzystał to i natychmiast wysłał własnych posłów z wypowiedzeniem wojny. Posłowie krzyżaccy wyruszyli 6 sierpnia i 14 sierpnia spotkali się z królem Jagiełłą w Korczynie.
Już dwa dni później wojska zakonne weszły w ziemie Polski. Działania wojenne całkowicie zaskoczyły Polaków. Zakon uderzył w czterech kierunkach. Główne siły pod wodzą wielkiego mistrza szybko zajęły ziemię dobrzyńską. Zdobyto Dobrzyń, Rypin, Lipno, Bobrowniki, a 2 września zdobyta została Złotoria, ostatni zamek w tych ziemiach. Inny oddział krzyżacki pod wodzą wójta Nowej Marchii (Arnold von Baden) podszedł pod Drezdenko. Oddziały z komturii Ostródzkiej i Brandenburskiej wkroczyły na Mazowsze, paląc i grabiąc. Połączone oddziały komturów z Tucholi i Człuchowa uderzyły na Krajnę. Zdobyto i zniszczono Kamień i Sępólno. W tym czasie polski oddział z Bydgoszczy stoczył potyczkę, biorąc do niewoli komtura Świecia. Oddziały tucholsko-człuchowskie odbiły jeńców, a następnie zajęły Bydgoszcz.
W tym samym czasie wojska litewskie wsparły powstańców i zajęły całą Żmudź. Polskie wojsko zebrało się w Wolborzu 15 września. Stąd pod wodzą Jagiełły ruszyło na północ. 28 września rozpoczęło się oblężenie Bydgoszczy. 6 października Bydgoszcz została zdobyta.
W międzyczasie rozpoczęto rokowania. Zdano się nawet na arbitraż Wacława Luksemburczyka, który jednak sprzyjał Krzyżakom, przez co korzystny dla nich wynik nie miał większego wpływu na przebieg wojny. Wojna została wznowiona na początku lata 1410 r. Armia polska przeszła Wisłę pod Czerwińskiem, gdzie (na Mazowszu) połączyła się ze skonsolidowanymi wojskami litewsko-smoleńskimi (ruskimi), a następnie przekroczyła granicę zakonu koło Lidzbarka (9 lipca 1410). Śmiałe posunięcie Władysława Jagiełły, chcącego uderzyć w samo serce zakonu, było pewnym zaskoczeniem dla wielkiego mistrza. Zastąpił on drogę na Malbork wojskom sojuszu na polach koło wsi Grunwald. Do walki doszło 15 lipca 1410 roku. Bitwa pod Grunwaldem była największą bitwą pomiędzy Krzyżakami a Polską i jedną z największych bitew w średniowiecznej Europie. Zginął w niej sam wielki mistrz Ulrich von Jungingen oraz większość dostojników zakonu.
Zwycięstwo wojsk sojuszniczych było tak przygniatające, że kolejne miasta pruskie bez walki poddawały się Jagielle. Jednak Malbork nie został zdobyty, głównie z powodu zachowania Jagiełły, który opóźniał wymarsz armii pod krzyżacką stolicę. Jagiełło prawdopodobnie obawiał się, że upadek Malborka będzie oznaczać likwidację państwa zakonnego, co znacząco umocniłoby przewagę Polski nad Litwą, i zdecydował o wykorzystaniu Krzyżaków jako przeciwwagi wobec Polski. Oblężenie Malborka trwało od 25 lipca do 19 września. Przede wszystkim nie pomyślano o zaopatrzeniu wojsk w machiny oblężnicze, bez których zdobycie takiej fortecy jak Malbork było niemożliwe, choćby przez to, że zamek ten podczas oblężenia miał zgromadzone zapasy na 2 lata obrony. Po drugie, wojska Witolda wycofały się niemal zaraz po bitwie. Przyczyna takiego posunięcia do tej pory zastanawia historyków, niektórzy z nich sugerują, że zwycięstwo pod Grunwaldem, będące zasługą w głównej mierze wojsk polskich, powodowało radykalny wzrost znaczenia Korony Polskiej, a przez to wysunięcie się jej znacznie przed Litwę w unii między tymi państwami.
Zwycięstwo Polski w wojnie było już w tym momencie niepodważalne, jednak Krzyżacy spróbowali jeszcze jednego starcia, które miało na celu nie tyle przechylić losy wojny na korzyść zakonu, co dać pretekst do zawarcia korzystnego pokoju. Bitwa pod Koronowem (10 października 1410) okazała się jednak po raz kolejny zwycięska dla Polski. Niektórzy uważają, że zwycięstwo Polski pod Koronowem było nawet większe aniżeli na polach Grunwaldu.
Do działań wojennych doszło także na południu Polski – wojska sojusznika Zakonu Zygmunta Luksemburskiego pod dowództwem Ścibora ze Ściborzyc spustoszyły ziemię sądecką – w drodze powrotnej zostały rozgromione pod Bardiowem (już na terytorium Węgier) przez polskie oddziały osłonowe pod dowództwem kasztelana lubelskiego Jana ze Szczekocin.
Oficjalnie wojna zakończyła się zwycięstwem Polski i podpisaniem 1 lutego 1411 roku w Toruniu I pokoju toruńskiego.

## I pokój toruński
Polska odzyskała ziemię dobrzyńską z zamkiem w Bobrownikach, natomiast Litwa zyskiwała obietnicę, że w okresie życia Jagiełły i Witolda Zakon krzyżacki nie będzie występował z pretensjami do Żmudzi. Zakon zapłacił także Polsce ogromne odszkodowanie na wykup jeńców.

## Skutki wojny
Zakon w wyniku wojny stracił swoją przewagę nad Królestwem Polskim, natomiast wzrosło znaczenie Polski i Litwy w Europie, które zaczęły odgrywać coraz większą rolę na arenie międzynarodowej. Zakon krzyżacki poprzez rezygnację ze Żmudzi stracił szansę na połączenie się ze swoją gałęzią w Inflantach.
W konsekwencji I pokoju toruńskiego Zygmunt Luksemburski podpisał w marcu 1412 roku traktat pokojowy w Lubowli, który usankcjonował Jagiełłę jako władcę chrześcijańskiego i w wyniku którego przestawał obowiązywać okrążający Polskę sojusz krzyżacko-węgierski, a Krzyżacy utracili potężnego sojusznika w walce z Polską. Następnie Zygmunt wydał w sierpniu korzystny dla Polski wyrok w sporze z Krzyżakami oraz wymógł na Krzyżakach wypłatę odszkodowania określonego w pokoju toruńskim. Z odszkodowania tego pożyczył od Polski 37 tys. kop groszy praskich pod tzw. zastaw spiski, który pozostał pod kontrolą Polski do 1769 roku.
Sukces w wojnie doprowadził do wzmocnienia więzi między Polską i Litwą, co znalazło swój wyraz w unii horodelskiej w 1413 roku.

## W literaturze i w filmie
Okres bezpośrednio poprzedzający wielką wojnę z zakonem krzyżackim jest głównym tłem powieści Henryka Sienkiewicza Krzyżacy, w której została także opisana i przedstawiona bitwa pod Grunwaldem. Na podstawie książki powstał również film Aleksandra Forda o tym samym tytule.